# Барзан Ибрагим ат-Тикрити
Барзан Ибрагим Хасан ат-Тикрити (17 февраля 1951 — 15 января 2007) — иракский политический деятель, дипломат, единоутробный брат иракского президента Саддама Хусейна. Бывший глава разведывательной службы Ирака в (1977—1983) и представитель Ирака при учреждениях ООН в Женеве (1988—1998). Арестован после падения Багдада во время вторжения войск коалиции в Ирак в 2003 году и предан суду. Казнён по решению иракского трибунала.

## Ранние годы
Барзан родился в Аль-Ауджа, близ Тикрита в семье Субхи Тульфах (матери Саддама) и Ибрагима аль-Хасана в Басре. От этого брака также родились родные братья Барзана Ибрагима Ватбан и Сабауи. Считается, что Барзан был самым любимым сыном своей матери. Он окончил факультет политологии в университете Аль-Мустансирия в Багдаде.
В 1968 году 17-летний Барзан принял активное участие рядом с другими молодыми баасистами в перевороте, в результате которого к власти пришла партия Баас с её лидерами Ахмедом аль-Бакром и Саддамом Хусейном.

## Карьера

### Мухабарат
После прихода к власти Саддама Хусейна его младший брат становится директором службы иракской разведки «Мухабарат». Из-за ряда разногласий Хусейн вывел его из состава правительства и посадил под домашний арест. Все братья Саддама — Сабауи, Барзан и Ватбан были смещены со своих постов в 1983 году. Что именно произошло между Хусейном и его братьями по материнской линии не вполне ясно. Одно из предположений — то, что они были замешаны в заговоре против своего старшего брата. Согласно этой версии, к Барзану обратилась группа армейских офицеров, предложивших ему президентство, и его братья присоединились к нему. Другая версия состоит в том, что все трое, особенно Барзан, были изгнаны за то, что не смогли раскрыть заговор против Саддама. Однако некоторые обозреватели полагают, что все трое попали в немилость не из-за каких-то заговоров или непокорности, а в результате крупного семейного скандала. Существуют предположения, что к опале Барзана, Ватбана и Сабауи привела смерть матери Саддама в августе 1983 года, поскольку она была их главной «защитницей».

### Конфликт с Саддамом в 1988 г.
В 1988 году Барзан вновь впал в немилость. Он выступил против брака дочери Саддама с Хусейном Камелем. В наказание он был сослан в Женеву. По данным международных организаций на посту главы иракской разведки Барзан несёт ответственность за репрессии против религиозных и этнических меньшинств, включая принудительную депортацию, исчезновения и убийства людей. При нём агенты Мухабарат уничтожали иракских диссидентов на территории иностранных государств. После отставки брат Саддама стал представителем Ирака при Организации Объединённых Наций в Женеве, в том числе ООН по правам человека — в 1989 году. Считается, что в это время он отвечал за создание тайных счетов иракской верхушки в швейцарских банках. Многие СМИ приписывали в своё время ему роль «личного банкира» Саддама Хусейна. Сам Барзан всегда отвергал эти утверждения как несостоятельные
В 1998 году появились сведения о том, что аль-Тикрити отказался выполнить распоряжение Багдада и вернуться на родину по истечении командировки в Женеве, во время которой у него от рака умерла жена. Ходили слухи, что он намерен просить политического убежища в одной из западных стран. За ним был послан специальный эмиссар президента, и в конце концов он все-таки возвратился в Ирак, но регулярно ездил в Женеву к своим шестерым детям, которые учились там.
27 декабря 1999 года Саддам Хусейн вручил ряд высших наград всем своим братьям. Барзан аль-Тикрити удостоился пяти медалей за мужество и двух медалей за заслуги перед страной. В сентябре 2001 года против аль-Тикрити был подан иск в Швейцарии членами Совета племени Барзани, за преступления, совершенные в 1983 году. Но Барзана Ибрагима не арестовали.

### 2003
5 марта 2003 года, за несколько дней до вторжения в Ирак войск западной коалиции, Саддам Хусейн приказал поместить брата под домашний арест в президентском дворце Радвания, заподозрив его в тайной поддержке мирной инициативы Объединённых Арабских Эмиратов. Она предполагала добровольный отказ руководства Ирака от власти и выезд в эмиграцию с одновременной передачей контроля над страной ООН и Лиге арабских государств. Эта инициатива встретила поддержку ряда арабских лидеров, однако была отвергнута Багдадом. Но не только это побудило С.Хусейна арестовать брата. Барзан выступил против решения Хусейна передать в случае гибели управление страной своему младшему сыну Кусею. Это не могло понравиться президенту. После начала войны коалиционное командование не раз сообщало о гибели единоутробного брата иракского лидера. Его включили в список разыскиваемых иракских лидеров, выполненный в виде колоды карт (в виде пятёрки треф). После вступления в столицу Ирака солдат коалиции от местных жителей была получена информация, что в городе находится один из братьев Саддама. Вечером 17 апреля началась операция по его захвату, которую провели американские спецназовцы при поддержке морских пехотинцев. В результате операции никто не погиб. По свидетельству Центрального командования ВС США, при аресте Барзан аль-Тикрити был один.

## Трибунал
Американцы передали единоутробного брата Саддама временному правительству Ирака 30 июня 2004 г., а на следующий день он предстал вместе с бывшим президентом и ещё девятью баасистами перед Специальным иракским трибуналом. 19 октября 2005 года Барзан предстал перед судом по делу Эд-Дуджейль, где после покушения на Саддама Хусейна в 1982 году были казнены 148 человек, в основном мусульмане-шииты (см. Трибунал над Саддамом Хусейном). На первом судебном заседании Барзан аль-Тикрити не признал себя виновным. В ходе всего судебного разбирательства, он был известен своей гневной вспышкой в суде, из-за чего не раз выгонялся из зала суда. 5 ноября 2006 года Барзан Ибрагим аль-Тикрити был приговорён к смертной казни через повешение вместе с Саддамом Хусейном и Аввадом аль-Бандаром.

## Личная жизнь
Барзан Ибрагим женился на Ильхам Хейраллах Тульфах, сестре жены Саддама Саджиды Хейраллах Тульфах.

## Казнь
15 января 2007 года в Казимайне, близ Багдада в 3 часа утра (в полночь по UTC) бывший глава иракской разведки Барзан Ибрагим аль-Тикрити и бывший председатель Революционного суда Ирака Аввад Хамид аль-Бандар были тайно повешены в том же месте, что и бывший президент на глазах членов правительства, судьи, прокурора, врача и телеоператора. Оба бывших чиновника взошли на эшафот одновременно. Казнь двух соратников Хусейна, как и казнь Саддама Хусейна, снималась на видео. Во время казни Барзан был обезглавлен.
Как редко бывает, голова Барзана оторвалась от тела во время казни
— заявил пресс-секретарь правительства Али ад-Даббах. Обоих сподвижников бывшего главы государства должны были казнить вместе с Саддамом. Их якобы уже вывели из тюрьмы и было приказано сказать о своём последнем желании, но в последний момент иракское правительство во главе с Нури аль-Малики приняло решение сперва повесить бывшего диктатора в канун священного мусульманского праздника, сделав из этого громкое событие. Однако из-за серьёзного инцидента плёнку с казнью не продемонстрировали. Чтоб убедить всех в исполнении смертного приговора, иракское руководство пригласило несколько журналистов просмотреть видеозапись экзекуции. Они и подтвердили, что брат Саддама казнен.
Двоих осуждённых похоронили в деревне аль-Ауджа рядом с могилой бывшего президента, тем самым, выполнив их последнюю просьбу.

## Реакция на казнь

### В России
МИД России официально осудил казнь двух соратников Саддама Хусейна: «Казнь двух соратников бывшего президента Ирака, равно как и казнь самого Саддама, не способствует стабилизации ситуации в этой стране. К нормализации обстановки в Ираке может привести только широкий общеиракский диалог. В нём должны участвовать все политические и этноконфессиональные группы при поддержке соседних государств, включая Сирию и Иран».

### В Великобритании
В ответ на вопрос о том, какова реакция премьер-министра страны Тони Блэра на неудачную казнь в Ираке, тот заявил: "Что касается смертной казни в Ираке, наша позиция по смертной казни хорошо известна, и мы внесли эту позицию до сведения иракского правительства вновь после смерти Саддама Хусейна. Однако Ирак является суверенным государством, и поэтому у него есть право в соответствии с международным правом решать свою политику в отношении смертной казни ".

### ЕС
Глава Европейской комиссии Жозе Мануэл Баррозу, комментируя последние события, заявил: «Ни один человек не имеет права отнимать жизнь у другого человека» — и призвал к всеобъемлющему запрету смертной казни.